# Hótel Borg
Das Hótel Borg ist ein luxuriöses Hotel in Reykjavík in Island.
Es liegt in der Pósthússtræti 9–11, das ist am Austurvöllur.
An dem Platz steht auch das isländische Parlamentsgebäude.
Der Architekt war Guðjón Samúelsson.
Das Hotel wurde von dem Glímaringer Jóhannes Jósefsson, der sich Jóhannes á Borg nannte, mit seiner Frau Karólína Amalía Guðlaugsdóttur im Frühjahr 1930 eröffnet und 30 Jahre lang betrieben.
Jetzt gehört es zu der isländischen Keahotelkette.

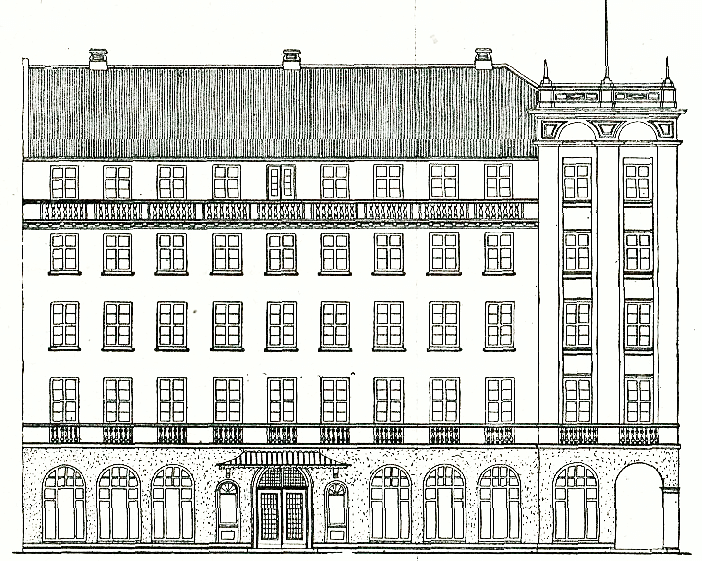
Zeichnung vom Hótel Borg. Das Bild erschien am 14. Mai 1930 in der Zeitung